# Dicranum hawaiicoflexuosum
Dicranum hawaiicoflexuosum är en bladmossart som beskrevs av C. Müller 1896. Dicranum hawaiicoflexuosum ingår i släktet kvastmossor, och familjen Dicranaceae. Inga underarter finns listade i Catalogue of Life.